# Citroën C3 Pluriel

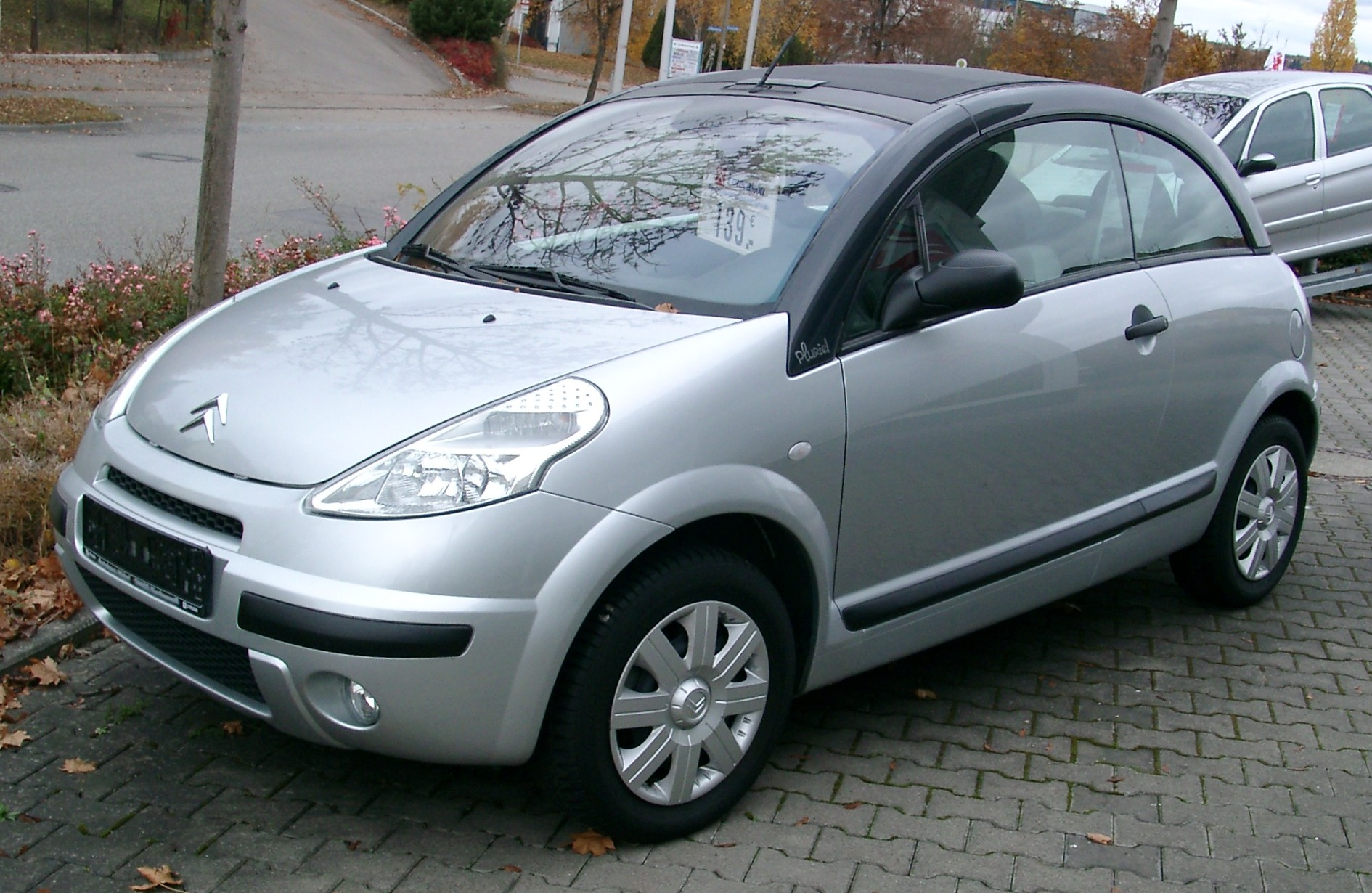
Citroën C3 Pluriel

Citroën C3 Pluriel je automobil vyráběný automobilkou Citroën v letech 2003 až 2010, postavený na platformě modelu C3.
Příď i záď se ale výrazně liší. Model disponuje sklopnou plátěnou střechou s vyjímatelnými sloupky, jejichž variabilita dovoluje přenastavit vůz do 5 různých verzí, například kabriolet se sloupky, kabriolet bez sloupků nebo pick-up bez sloupků a plátěné střechy.
Citroën C3 Pluriel se mimo jiné vyznačuje dobrou přilnavostí k vozovce.

## Motorizace
- 1,4 HDi, 1398 cm³, 50 kW (68 koní), Diesel
- 1,4i, 1360 cm³
  - Benzín: 54 kW (73 koní)
  - Zemní plyn: 49 kW (67 koní)
- 1,6i, 1587 cm³ 80 kW (109 koní)